# Lista di asteroidi (161001-162000)
Di seguito una lista di asteroidi dal numero 161001 al 162000 con data di scoperta e scopritore.

## 161001-161100
| Nome            | Designazione provvisoria | Data di scoperta | Scopritore                     |
| --------------- | ------------------------ | ---------------- | ------------------------------ |
| 161001 -        | 2002 CG310               | 6 febbraio 2002  | NEAT                           |
| 161002 -        | 2002 CQ314               | 11 febbraio 2002 | LINEAR                         |
| 161003 -        | 2002 DA2                 | 19 febbraio 2002 | LINEAR                         |
| 161004 -        | 2002 DV3                 | 19 febbraio 2002 | LINEAR                         |
| 161005 -        | 2002 DV19                | 16 febbraio 2002 | NEAT                           |
| 161006 -        | 2002 EV2                 | 10 marzo 2002    | Juels, C. W., Holvorcem, P. R. |
| 161007 -        | 2002 EL32                | 10 marzo 2002    | NEAT                           |
| 161008 -        | 2002 EO40                | 9 marzo 2002     | LINEAR                         |
| 161009 -        | 2002 EP41                | 12 marzo 2002    | LINEAR                         |
| 161010 -        | 2002 EK46                | 11 marzo 2002    | NEAT                           |
| 161011 -        | 2002 EU47                | 12 marzo 2002    | NEAT                           |
| 161012 -        | 2002 EK65                | 13 marzo 2002    | LINEAR                         |
| 161013 -        | 2002 EF74                | 13 marzo 2002    | LINEAR                         |
| 161014 -        | 2002 ES80                | 13 marzo 2002    | NEAT                           |
| 161015 -        | 2002 EY86                | 9 marzo 2002     | LINEAR                         |
| 161016 -        | 2002 EG92                | 13 marzo 2002    | LINEAR                         |
| 161017 -        | 2002 EP106               | 9 marzo 2002     | LONEOS                         |
| 161018 -        | 2002 EU107               | 10 marzo 2002    | NEAT                           |
| 161019 -        | 2002 EM115               | 10 marzo 2002    | NEAT                           |
| 161020 -        | 2002 EK158               | 5 marzo 2002     | Sloan Digital Sky Survey       |
| 161021 -        | 2002 EC161               | 10 marzo 2002    | Bohyunsan                      |
| 161022 -        | 2002 EP161               | 14 marzo 2002    | NEAT                           |
| 161023 -        | 2002 FL2                 | 19 marzo 2002    | Yeung, W. K. Y.                |
| 161024 -        | 2002 FM7                 | 23 marzo 2002    | Pauwels, T.                    |
| 161025 -        | 2002 FP11                | 16 marzo 2002    | LINEAR                         |
| 161026 -        | 2002 FP32                | 21 marzo 2002    | NEAT                           |
| 161027 -        | 2002 FM38                | 30 marzo 2002    | NEAT                           |
| 161028 -        | 2002 GS7                 | 14 aprile 2002   | Yeung, W. K. Y.                |
| 161029 -        | 2002 GJ42                | 4 aprile 2002    | NEAT                           |
| 161030 -        | 2002 GR62                | 8 aprile 2002    | NEAT                           |
| 161031 -        | 2002 GA65                | 8 aprile 2002    | NEAT                           |
| 161032 -        | 2002 GP65                | 8 aprile 2002    | NEAT                           |
| 161033 -        | 2002 GW84                | 10 aprile 2002   | LINEAR                         |
| 161034 -        | 2002 GT93                | 9 aprile 2002    | LINEAR                         |
| 161035 -        | 2002 GH95                | 9 aprile 2002    | LINEAR                         |
| 161036 -        | 2002 GL101               | 10 aprile 2002   | LINEAR                         |
| 161037 -        | 2002 GV104               | 10 aprile 2002   | LINEAR                         |
| 161038 -        | 2002 GJ109               | 11 aprile 2002   | LONEOS                         |
| 161039 -        | 2002 GY126               | 12 aprile 2002   | NEAT                           |
| 161040 -        | 2002 GQ155               | 13 aprile 2002   | NEAT                           |
| 161041 -        | 2002 GQ159               | 14 aprile 2002   | LINEAR                         |
| 161042 -        | 2002 GO162               | 14 aprile 2002   | NEAT                           |
| 161043 -        | 2002 GL170               | 9 aprile 2002    | LINEAR                         |
| 161044 -        | 2002 GG181               | 8 aprile 2002    | NEAT                           |
| 161045 -        | 2002 GB182               | 14 aprile 2002   | LINEAR                         |
| 161046 -        | 2002 HP3                 | 16 aprile 2002   | LINEAR                         |
| 161047 -        | 2002 JK1                 | 3 maggio 2002    | Spacewatch                     |
| 161048 -        | 2002 JA6                 | 5 maggio 2002    | NEAT                           |
| 161049 -        | 2002 JV12                | 8 maggio 2002    | Yeung, W. K. Y.                |
| 161050 -        | 2002 JE15                | 8 maggio 2002    | LINEAR                         |
| 161051 -        | 2002 JW24                | 8 maggio 2002    | LINEAR                         |
| 161052 -        | 2002 JA29                | 9 maggio 2002    | LINEAR                         |
| 161053 -        | 2002 JO32                | 9 maggio 2002    | LINEAR                         |
| 161054 -        | 2002 JD44                | 9 maggio 2002    | LINEAR                         |
| 161055 -        | 2002 JV46                | 9 maggio 2002    | LINEAR                         |
| 161056 -        | 2002 JG53                | 9 maggio 2002    | LINEAR                         |
| 161057 -        | 2002 JL74                | 9 maggio 2002    | LINEAR                         |
| 161058 -        | 2002 JK78                | 11 maggio 2002   | LINEAR                         |
| 161059 -        | 2002 JE83                | 11 maggio 2002   | LINEAR                         |
| 161060 -        | 2002 JZ85                | 11 maggio 2002   | LINEAR                         |
| 161061 -        | 2002 JN99                | 13 maggio 2002   | NEAT                           |
| 161062 -        | 2002 JY102               | 9 maggio 2002    | LINEAR                         |
| 161063 -        | 2002 JJ106               | 15 maggio 2002   | LINEAR                         |
| 161064 -        | 2002 JJ107               | 11 maggio 2002   | NEAT                           |
| 161065 -        | 2002 JR143               | 13 maggio 2002   | NEAT                           |
| 161066 -        | 2002 KB2                 | 16 maggio 2002   | LINEAR                         |
| 161067 -        | 2002 KE9                 | 29 maggio 2002   | NEAT                           |
| 161068 -        | 2002 KY11                | 17 maggio 2002   | NEAT                           |
| 161069 -        | 2002 LG8                 | 5 giugno 2002    | LINEAR                         |
| 161070 -        | 2002 LU14                | 6 giugno 2002    | LINEAR                         |
| 161071 -        | 2002 LC25                | 2 giugno 2002    | NEAT                           |
| 161072 -        | 2002 LQ28                | 9 giugno 2002    | LINEAR                         |
| 161073 -        | 2002 LH35                | 12 giugno 2002   | Juels, C. W., Holvorcem, P. R. |
| 161074 -        | 2002 LR37                | 12 giugno 2002   | LINEAR                         |
| 161075 -        | 2002 LR38                | 6 giugno 2002    | Spacewatch                     |
| 161076 -        | 2002 LY40                | 10 giugno 2002   | LINEAR                         |
| 161077 -        | 2002 LB43                | 10 giugno 2002   | LINEAR                         |
| 161078 -        | 2002 LE57                | 10 giugno 2002   | NEAT                           |
| 161079 -        | 2002 LP61                | 14 giugno 2002   | NEAT                           |
| 161080 -        | 2002 MC1                 | 19 giugno 2002   | CINEOS                         |
| 161081 -        | 2002 NR2                 | 5 luglio 2002    | LINEAR                         |
| 161082 -        | 2002 NS8                 | 1 luglio 2002    | NEAT                           |
| 161083 -        | 2002 NU23                | 9 luglio 2002    | LINEAR                         |
| 161084 -        | 2002 NM64                | 2 luglio 2002    | NEAT                           |
| 161085 -        | 2002 OR3                 | 17 luglio 2002   | LINEAR                         |
| 161086 -        | 2002 OZ3                 | 17 luglio 2002   | LINEAR                         |
| 161087 -        | 2002 OS8                 | 19 luglio 2002   | NEAT                           |
| 161088 -        | 2002 OJ10                | 21 luglio 2002   | NEAT                           |
| 161089 -        | 2002 OY10                | 22 luglio 2002   | NEAT                           |
| 161090 -        | 2002 ON13                | 18 luglio 2002   | LINEAR                         |
| 161091 -        | 2002 OR14                | 18 luglio 2002   | LINEAR                         |
| 161092 Zsigmond | 2002 OL28                | 29 luglio 2002   | Sárneczky, K.                  |
| 161093 -        | 2002 PH44                | 5 agosto 2002    | LINEAR                         |
| 161094 -        | 2002 PS45                | 9 agosto 2002    | LINEAR                         |
| 161095 -        | 2002 PL56                | 9 agosto 2002    | LINEAR                         |
| 161096 -        | 2002 PP92                | 14 agosto 2002   | LINEAR                         |
| 161097 -        | 2002 PP111               | 14 agosto 2002   | LINEAR                         |
| 161098 -        | 2002 PS118               | 13 agosto 2002   | LONEOS                         |
| 161099 -        | 2002 PN124               | 13 agosto 2002   | LONEOS                         |
| 161100 -        | 2002 PQ124               | 13 agosto 2002   | LONEOS                         |

## 161101-161200
| Nome     | Designazione provvisoria | Data di scoperta  | Scopritore                  |
| -------- | ------------------------ | ----------------- | --------------------------- |
| 161101 - | 2002 PL154               | 9 agosto 2002     | LINEAR                      |
| 161102 - | 2002 PU165               | 8 agosto 2002     | Lowe, A.                    |
| 161103 - | 2002 PT169               | 8 agosto 2002     | NEAT                        |
| 161104 - | 2002 PF174               | 8 agosto 2002     | NEAT                        |
| 161105 - | 2002 QS7                 | 16 agosto 2002    | NEAT                        |
| 161106 - | 2002 QK14                | 26 agosto 2002    | NEAT                        |
| 161107 - | 2002 QR16                | 27 agosto 2002    | NEAT                        |
| 161108 - | 2002 QT27                | 28 agosto 2002    | NEAT                        |
| 161109 - | 2002 QA46                | 29 agosto 2002    | NEAT                        |
| 161110 - | 2002 QA54                | 29 agosto 2002    | Hönig, S. F.                |
| 161111 - | 2002 QS56                | 29 agosto 2002    | Hönig, S. F.                |
| 161112 - | 2002 QX57                | 29 agosto 2002    | Hönig, S. F.                |
| 161113 - | 2002 QX98                | 26 agosto 2002    | NEAT                        |
| 161114 - | 2002 RC2                 | 4 settembre 2002  | LONEOS                      |
| 161115 - | 2002 RL2                 | 4 settembre 2002  | LONEOS                      |
| 161116 - | 2002 RL5                 | 3 settembre 2002  | NEAT                        |
| 161117 - | 2002 RO13                | 4 settembre 2002  | LONEOS                      |
| 161118 - | 2002 RB17                | 4 settembre 2002  | LONEOS                      |
| 161119 - | 2002 RK17                | 4 settembre 2002  | LONEOS                      |
| 161120 - | 2002 RH18                | 4 settembre 2002  | LONEOS                      |
| 161121 - | 2002 RZ18                | 4 settembre 2002  | LONEOS                      |
| 161122 - | 2002 RH21                | 4 settembre 2002  | LONEOS                      |
| 161123 - | 2002 RA37                | 5 settembre 2002  | LONEOS                      |
| 161124 - | 2002 RH44                | 5 settembre 2002  | LINEAR                      |
| 161125 - | 2002 RY58                | 5 settembre 2002  | LONEOS                      |
| 161126 - | 2002 RH61                | 5 settembre 2002  | LINEAR                      |
| 161127 - | 2002 RW68                | 4 settembre 2002  | LONEOS                      |
| 161128 - | 2002 RG77                | 5 settembre 2002  | LINEAR                      |
| 161129 - | 2002 RG80                | 5 settembre 2002  | LINEAR                      |
| 161130 - | 2002 RL82                | 5 settembre 2002  | LINEAR                      |
| 161131 - | 2002 RR87                | 5 settembre 2002  | LINEAR                      |
| 161132 - | 2002 RK96                | 5 settembre 2002  | LINEAR                      |
| 161133 - | 2002 RR108               | 5 settembre 2002  | NEAT                        |
| 161134 - | 2002 RJ111               | 6 settembre 2002  | LINEAR                      |
| 161135 - | 2002 RB116               | 6 settembre 2002  | LINEAR                      |
| 161136 - | 2002 RT117               | 1 settembre 2002  | Uppsala-DLR Asteroid Survey |
| 161137 - | 2002 RN136               | 11 settembre 2002 | NEAT                        |
| 161138 - | 2002 RD138               | 13 settembre 2002 | LINEAR                      |
| 161139 - | 2002 RJ150               | 11 settembre 2002 | NEAT                        |
| 161140 - | 2002 RA152               | 12 settembre 2002 | NEAT                        |
| 161141 - | 2002 RD152               | 12 settembre 2002 | NEAT                        |
| 161142 - | 2002 RG152               | 12 settembre 2002 | NEAT                        |
| 161143 - | 2002 RR161               | 12 settembre 2002 | NEAT                        |
| 161144 - | 2002 RL202               | 13 settembre 2002 | NEAT                        |
| 161145 - | 2002 RA204               | 14 settembre 2002 | NEAT                        |
| 161146 - | 2002 RH245               | 15 settembre 2002 | NEAT                        |
| 161147 - | 2002 RW254               | 14 settembre 2002 | NEAT                        |
| 161148 - | 2002 SN15                | 27 settembre 2002 | NEAT                        |
| 161149 - | 2002 SA20                | 26 settembre 2002 | NEAT                        |
| 161150 - | 2002 SL25                | 28 settembre 2002 | NEAT                        |
| 161151 - | 2002 SH27                | 29 settembre 2002 | NEAT                        |
| 161152 - | 2002 SR28                | 27 settembre 2002 | LINEAR                      |
| 161153 - | 2002 SF30                | 28 settembre 2002 | NEAT                        |
| 161154 - | 2002 SV36                | 29 settembre 2002 | Spacewatch                  |
| 161155 - | 2002 SY36                | 29 settembre 2002 | NEAT                        |
| 161156 - | 2002 SZ37                | 30 settembre 2002 | Drebach                     |
| 161157 - | 2002 SJ39                | 30 settembre 2002 | LINEAR                      |
| 161158 - | 2002 ST52                | 18 settembre 2002 | NEAT                        |
| 161159 - | 2002 SH57                | 30 settembre 2002 | NEAT                        |
| 161160 - | 2002 SZ66                | 30 settembre 2002 | NEAT                        |
| 161161 - | 2002 TX                  | 1 ottobre 2002    | LONEOS                      |
| 161162 - | 2002 TH1                 | 1 ottobre 2002    | LONEOS                      |
| 161163 - | 2002 TZ1                 | 1 ottobre 2002    | LONEOS                      |
| 161164 - | 2002 TE9                 | 1 ottobre 2002    | LONEOS                      |
| 161165 - | 2002 TH17                | 2 ottobre 2002    | LINEAR                      |
| 161166 - | 2002 TD24                | 2 ottobre 2002    | LINEAR                      |
| 161167 - | 2002 TP26                | 2 ottobre 2002    | LINEAR                      |
| 161168 - | 2002 TQ33                | 2 ottobre 2002    | LINEAR                      |
| 161169 - | 2002 TY38                | 2 ottobre 2002    | LINEAR                      |
| 161170 - | 2002 TX47                | 2 ottobre 2002    | LINEAR                      |
| 161171 - | 2002 TY52                | 2 ottobre 2002    | LINEAR                      |
| 161172 - | 2002 TH55                | 2 ottobre 2002    | NEAT                        |
| 161173 - | 2002 TW62                | 3 ottobre 2002    | CINEOS                      |
| 161174 - | 2002 TD68                | 7 ottobre 2002    | LINEAR                      |
| 161175 - | 2002 TX70                | 3 ottobre 2002    | NEAT                        |
| 161176 - | 2002 TT75                | 1 ottobre 2002    | LONEOS                      |
| 161177 - | 2002 TS89                | 3 ottobre 2002    | NEAT                        |
| 161178 - | 2002 TM99                | 4 ottobre 2002    | NEAT                        |
| 161179 - | 2002 TQ100               | 4 ottobre 2002    | LINEAR                      |
| 161180 - | 2002 TO105               | 4 ottobre 2002    | LONEOS                      |
| 161181 - | 2002 TH110               | 2 ottobre 2002    | NEAT                        |
| 161182 - | 2002 TO120               | 3 ottobre 2002    | NEAT                        |
| 161183 - | 2002 TV122               | 4 ottobre 2002    | NEAT                        |
| 161184 - | 2002 TL126               | 4 ottobre 2002    | LINEAR                      |
| 161185 - | 2002 TZ127               | 4 ottobre 2002    | NEAT                        |
| 161186 - | 2002 TW135               | 4 ottobre 2002    | LONEOS                      |
| 161187 - | 2002 TD139               | 4 ottobre 2002    | LONEOS                      |
| 161188 - | 2002 TA157               | 5 ottobre 2002    | NEAT                        |
| 161189 - | 2002 TU179               | 13 ottobre 2002   | NEAT                        |
| 161190 - | 2002 TW180               | 14 ottobre 2002   | LINEAR                      |
| 161191 - | 2002 TZ183               | 4 ottobre 2002    | LINEAR                      |
| 161192 - | 2002 TN196               | 4 ottobre 2002    | CINEOS                      |
| 161193 - | 2002 TG199               | 6 ottobre 2002    | LINEAR                      |
| 161194 - | 2002 TS206               | 4 ottobre 2002    | LINEAR                      |
| 161195 - | 2002 TS227               | 8 ottobre 2002    | LONEOS                      |
| 161196 - | 2002 TN229               | 9 ottobre 2002    | LINEAR                      |
| 161197 - | 2002 TU231               | 8 ottobre 2002    | NEAT                        |
| 161198 - | 2002 TB237               | 6 ottobre 2002    | LINEAR                      |
| 161199 - | 2002 TA245               | 7 ottobre 2002    | NEAT                        |
| 161200 - | 2002 TO254               | 9 ottobre 2002    | LONEOS                      |

## 161201-161300
| Nome                  | Designazione provvisoria | Data di scoperta | Scopritore                  |
| --------------------- | ------------------------ | ---------------- | --------------------------- |
| 161201 -              | 2002 TT254               | 9 ottobre 2002   | LONEOS                      |
| 161202 -              | 2002 TN257               | 9 ottobre 2002   | LINEAR                      |
| 161203 -              | 2002 TT269               | 9 ottobre 2002   | LINEAR                      |
| 161204 -              | 2002 TK270               | 9 ottobre 2002   | LINEAR                      |
| 161205 -              | 2002 TA271               | 9 ottobre 2002   | LINEAR                      |
| 161206 -              | 2002 TG292               | 10 ottobre 2002  | LINEAR                      |
| 161207 Lidz           | 2002 TW305               | 4 ottobre 2002   | Sloan Digital Sky Survey    |
| 161208 -              | 2002 UQ5                 | 28 ottobre 2002  | NEAT                        |
| 161209 -              | 2002 UW5                 | 28 ottobre 2002  | LINEAR                      |
| 161210 -              | 2002 UG6                 | 28 ottobre 2002  | NEAT                        |
| 161211 -              | 2002 UA7                 | 28 ottobre 2002  | NEAT                        |
| 161212 -              | 2002 UE19                | 30 ottobre 2002  | NEAT                        |
| 161213 -              | 2002 UK31                | 30 ottobre 2002  | NEAT                        |
| 161214 -              | 2002 UU47                | 31 ottobre 2002  | LONEOS                      |
| 161215 Loveday        | 2002 UL66                | 30 ottobre 2002  | Sloan Digital Sky Survey    |
| 161216 -              | 2002 VR6                 | 1 novembre 2002  | NEAT                        |
| 161217 -              | 2002 VS54                | 6 novembre 2002  | LINEAR                      |
| 161218 -              | 2002 VD85                | 10 novembre 2002 | LINEAR                      |
| 161219 -              | 2002 VW138               | 14 novembre 2002 | NEAT                        |
| 161220 -              | 2002 WH17                | 29 novembre 2002 | Eskridge                    |
| 161221 -              | 2002 XJ1                 | 1 dicembre 2002  | LINEAR                      |
| 161222 -              | 2002 XO5                 | 1 dicembre 2002  | LINEAR                      |
| 161223 -              | 2002 XG20                | 2 dicembre 2002  | LINEAR                      |
| 161224 -              | 2002 XP44                | 7 dicembre 2002  | LINEAR                      |
| 161225 -              | 2002 XN56                | 10 dicembre 2002 | LINEAR                      |
| 161226 -              | 2002 XC63                | 11 dicembre 2002 | LINEAR                      |
| 161227 -              | 2002 XO68                | 12 dicembre 2002 | NEAT                        |
| 161228 -              | 2002 XF70                | 10 dicembre 2002 | NEAT                        |
| 161229 -              | 2002 XK71                | 10 dicembre 2002 | LINEAR                      |
| 161230 Martinbacháček | 2002 XO90                | 13 dicembre 2002 | KLENOT                      |
| 161231 -              | 2002 XD108               | 6 dicembre 2002  | LINEAR                      |
| 161232 -              | 2002 YG18                | 31 dicembre 2002 | LINEAR                      |
| 161233 -              | 2003 AS2                 | 2 gennaio 2003   | LINEAR                      |
| 161234 -              | 2003 AB9                 | 3 gennaio 2003   | LINEAR                      |
| 161235 -              | 2003 AV14                | 2 gennaio 2003   | LINEAR                      |
| 161236 -              | 2003 AK29                | 4 gennaio 2003   | LINEAR                      |
| 161237 -              | 2003 AT36                | 7 gennaio 2003   | LINEAR                      |
| 161238 -              | 2003 AC65                | 7 gennaio 2003   | LINEAR                      |
| 161239 -              | 2003 AP69                | 8 gennaio 2003   | LINEAR                      |
| 161240 -              | 2003 BK9                 | 26 gennaio 2003  | NEAT                        |
| 161241 -              | 2003 BE12                | 26 gennaio 2003  | LONEOS                      |
| 161242 -              | 2003 BK13                | 26 gennaio 2003  | NEAT                        |
| 161243 -              | 2003 BX16                | 26 gennaio 2003  | NEAT                        |
| 161244 -              | 2003 BP31                | 27 gennaio 2003  | LINEAR                      |
| 161245 -              | 2003 BH74                | 29 gennaio 2003  | NEAT                        |
| 161246 -              | 2003 BJ78                | 31 gennaio 2003  | LINEAR                      |
| 161247 -              | 2003 BM84                | 30 gennaio 2003  | LONEOS                      |
| 161248 -              | 2003 CQ17                | 6 febbraio 2003  | Spacewatch                  |
| 161249 -              | 2003 DA4                 | 22 febbraio 2003 | NEAT                        |
| 161250 -              | 2003 EL20                | 6 marzo 2003     | LONEOS                      |
| 161251 -              | 2003 EQ23                | 6 marzo 2003     | LINEAR                      |
| 161252 -              | 2003 EC28                | 6 marzo 2003     | LINEAR                      |
| 161253 -              | 2003 EO37                | 8 marzo 2003     | LONEOS                      |
| 161254 -              | 2003 EH41                | 9 marzo 2003     | Spacewatch                  |
| 161255 -              | 2003 EO47                | 9 marzo 2003     | LINEAR                      |
| 161256 -              | 2003 EP53                | 9 marzo 2003     | LINEAR                      |
| 161257 -              | 2003 FD2                 | 23 marzo 2003    | Drebach                     |
| 161258 -              | 2003 FM5                 | 26 marzo 2003    | CINEOS                      |
| 161259 -              | 2003 FN6                 | 26 marzo 2003    | Tichý, M., Kočer, M.        |
| 161260 -              | 2003 FU16                | 23 marzo 2003    | Uppsala-DLR Asteroid Survey |
| 161261 -              | 2003 FS26                | 24 marzo 2003    | Spacewatch                  |
| 161262 -              | 2003 FQ28                | 24 marzo 2003    | NEAT                        |
| 161263 -              | 2003 FQ31                | 23 marzo 2003    | Spacewatch                  |
| 161264 -              | 2003 FQ42                | 23 marzo 2003    | Spacewatch                  |
| 161265 -              | 2003 FR46                | 24 marzo 2003    | Spacewatch                  |
| 161266 -              | 2003 FG50                | 24 marzo 2003    | NEAT                        |
| 161267 -              | 2003 FD54                | 25 marzo 2003    | NEAT                        |
| 161268 -              | 2003 FJ61                | 26 marzo 2003    | NEAT                        |
| 161269 -              | 2003 FM66                | 26 marzo 2003    | NEAT                        |
| 161270 -              | 2003 FV66                | 26 marzo 2003    | NEAT                        |
| 161271 -              | 2003 FK73                | 26 marzo 2003    | NEAT                        |
| 161272 -              | 2003 FD83                | 27 marzo 2003    | NEAT                        |
| 161273 -              | 2003 FL83                | 27 marzo 2003    | NEAT                        |
| 161274 -              | 2003 FT84                | 28 marzo 2003    | LONEOS                      |
| 161275 -              | 2003 FU99                | 31 marzo 2003    | Spacewatch                  |
| 161276 -              | 2003 FD107               | 30 marzo 2003    | LINEAR                      |
| 161277 -              | 2003 FR117               | 25 marzo 2003    | NEAT                        |
| 161278 Cesarmendoza   | 2003 FW128               | 24 marzo 2003    | Ferrin, I. R., Leal, C.     |
| 161279 -              | 2003 FB131               | 22 marzo 2003    | NEAT                        |
| 161280 -              | 2003 GP4                 | 1 aprile 2003    | LINEAR                      |
| 161281 -              | 2003 GH14                | 1 aprile 2003    | LINEAR                      |
| 161282 -              | 2003 GE18                | 4 aprile 2003    | Spacewatch                  |
| 161283 -              | 2003 GE35                | 8 aprile 2003    | LINEAR                      |
| 161284 -              | 2003 GL43                | 9 aprile 2003    | LINEAR                      |
| 161285 -              | 2003 HU11                | 25 aprile 2003   | LONEOS                      |
| 161286 -              | 2003 HZ19                | 26 aprile 2003   | NEAT                        |
| 161287 -              | 2003 HN20                | 24 aprile 2003   | LONEOS                      |
| 161288 -              | 2003 HQ22                | 24 aprile 2003   | Spacewatch                  |
| 161289 -              | 2003 HK23                | 25 aprile 2003   | Spacewatch                  |
| 161290 -              | 2003 HU28                | 26 aprile 2003   | NEAT                        |
| 161291 -              | 2003 HV29                | 28 aprile 2003   | LONEOS                      |
| 161292 -              | 2003 HV44                | 28 aprile 2003   | NEAT                        |
| 161293 -              | 2003 HR46                | 28 aprile 2003   | LINEAR                      |
| 161294 -              | 2003 JH14                | 8 maggio 2003    | NEAT                        |
| 161295 -              | 2003 JF16                | 6 maggio 2003    | Spacewatch                  |
| 161296 -              | 2003 KO3                 | 23 maggio 2003   | Spacewatch                  |
| 161297 -              | 2003 KG33                | 27 maggio 2003   | Spacewatch                  |
| 161298 -              | 2003 LN4                 | 4 giugno 2003    | LINEAR                      |
| 161299 -              | 2003 LR4                 | 5 giugno 2003    | Tenagra II                  |
| 161300 -              | 2003 LJ5                 | 6 giugno 2003    | Spacewatch                  |

## 161301-161400
| Nome              | Designazione provvisoria | Data di scoperta  | Scopritore     |
| ----------------- | ------------------------ | ----------------- | -------------- |
| 161301 -          | 2003 MH1                 | 22 giugno 2003    | LINEAR         |
| 161302 -          | 2003 NK2                 | 3 luglio 2003     | Broughton, J.  |
| 161303 -          | 2003 NT6                 | 6 luglio 2003     | Broughton, J.  |
| 161304 -          | 2003 NQ9                 | 3 luglio 2003     | LONEOS         |
| 161305 -          | 2003 OQ1                 | 21 luglio 2003    | NEAT           |
| 161306 -          | 2003 OB2                 | 22 luglio 2003    | NEAT           |
| 161307 -          | 2003 OR2                 | 22 luglio 2003    | NEAT           |
| 161308 -          | 2003 OU20                | 31 luglio 2003    | Broughton, J.  |
| 161309 -          | 2003 OC22                | 29 luglio 2003    | LINEAR         |
| 161310 -          | 2003 OE28                | 24 luglio 2003    | NEAT           |
| 161311 -          | 2003 OY28                | 24 luglio 2003    | NEAT           |
| 161312 -          | 2003 OY30                | 30 luglio 2003    | LINEAR         |
| 161313 -          | 2003 PZ10                | 4 agosto 2003     | LINEAR         |
| 161314 -          | 2003 QQ3                 | 17 agosto 2003    | NEAT           |
| 161315 de Shalit  | 2003 QS5                 | 19 agosto 2003    | Polishook, D.  |
| 161316 -          | 2003 QH6                 | 18 agosto 2003    | CINEOS         |
| 161317 -          | 2003 QQ15                | 20 agosto 2003    | NEAT           |
| 161318 -          | 2003 QB18                | 22 agosto 2003    | NEAT           |
| 161319 -          | 2003 QJ28                | 21 agosto 2003    | Crni Vrh       |
| 161320 -          | 2003 QE33                | 22 agosto 2003    | CINEOS         |
| 161321 -          | 2003 QR33                | 22 agosto 2003    | LINEAR         |
| 161322 -          | 2003 QZ33                | 22 agosto 2003    | NEAT           |
| 161323 -          | 2003 QF39                | 22 agosto 2003    | NEAT           |
| 161324 -          | 2003 QE41                | 22 agosto 2003    | LINEAR         |
| 161325 -          | 2003 QZ49                | 22 agosto 2003    | NEAT           |
| 161326 -          | 2003 QC60                | 23 agosto 2003    | LINEAR         |
| 161327 -          | 2003 QS63                | 23 agosto 2003    | LINEAR         |
| 161328 -          | 2003 QV66                | 22 agosto 2003    | LINEAR         |
| 161329 -          | 2003 QO72                | 23 agosto 2003    | LINEAR         |
| 161330 -          | 2003 QY79                | 26 agosto 2003    | Broughton, J.  |
| 161331 -          | 2003 QA90                | 25 agosto 2003    | LINEAR         |
| 161332 -          | 2003 QX93                | 28 agosto 2003    | NEAT           |
| 161333 -          | 2003 QR99                | 28 agosto 2003    | LINEAR         |
| 161334 -          | 2003 QY103               | 31 agosto 2003    | NEAT           |
| 161335 -          | 2003 QQ114               | 24 agosto 2003    | LINEAR         |
| 161336 -          | 2003 RQ1                 | 2 settembre 2003  | Broughton, J.  |
| 161337 -          | 2003 RB22                | 14 settembre 2003 | NEAT           |
| 161338 -          | 2003 SC4                 | 16 settembre 2003 | Spacewatch     |
| 161339 -          | 2003 SL22                | 16 settembre 2003 | Spacewatch     |
| 161340 -          | 2003 SK37                | 16 settembre 2003 | NEAT           |
| 161341 -          | 2003 SM41                | 17 settembre 2003 | NEAT           |
| 161342 -          | 2003 SQ44                | 16 settembre 2003 | LONEOS         |
| 161343 -          | 2003 SL62                | 17 settembre 2003 | Spacewatch     |
| 161344 -          | 2003 SU64                | 18 settembre 2003 | CINEOS         |
| 161345 -          | 2003 SX64                | 18 settembre 2003 | CINEOS         |
| 161346 -          | 2003 SG89                | 18 settembre 2003 | NEAT           |
| 161347 -          | 2003 SP94                | 19 settembre 2003 | CINEOS         |
| 161348 -          | 2003 SR103               | 20 settembre 2003 | LINEAR         |
| 161349 Mecsek     | 2003 SJ127               | 19 settembre 2003 | Piszkesteto    |
| 161350 -          | 2003 SM140               | 19 settembre 2003 | LINEAR         |
| 161351 -          | 2003 SR140               | 19 settembre 2003 | NEAT           |
| 161352 -          | 2003 SY140               | 19 settembre 2003 | NEAT           |
| 161353 -          | 2003 SV142               | 20 settembre 2003 | LINEAR         |
| 161354 -          | 2003 SH149               | 16 settembre 2003 | Spacewatch     |
| 161355 -          | 2003 SG152               | 19 settembre 2003 | LONEOS         |
| 161356 -          | 2003 SS157               | 19 settembre 2003 | LONEOS         |
| 161357 -          | 2003 SB162               | 18 settembre 2003 | Spacewatch     |
| 161358 -          | 2003 SC163               | 19 settembre 2003 | Spacewatch     |
| 161359 -          | 2003 SU164               | 20 settembre 2003 | LONEOS         |
| 161360 -          | 2003 SR165               | 20 settembre 2003 | LONEOS         |
| 161361 -          | 2003 SS165               | 20 settembre 2003 | LONEOS         |
| 161362 -          | 2003 SC182               | 20 settembre 2003 | LINEAR         |
| 161363 -          | 2003 SF192               | 19 settembre 2003 | NEAT           |
| 161364 -          | 2003 SJ198               | 21 settembre 2003 | LONEOS         |
| 161365 -          | 2003 SD199               | 21 settembre 2003 | LONEOS         |
| 161366 -          | 2003 SX207               | 26 settembre 2003 | LINEAR         |
| 161367 -          | 2003 SP208               | 23 settembre 2003 | NEAT           |
| 161368 -          | 2003 SD226               | 26 settembre 2003 | LINEAR         |
| 161369 -          | 2003 SK228               | 28 settembre 2003 | Spacewatch     |
| 161370 -          | 2003 SJ233               | 25 settembre 2003 | NEAT           |
| 161371 Bertrandou | 2003 SO244               | 25 settembre 2003 | Christophe, B. |
| 161372 -          | 2003 SM247               | 26 settembre 2003 | LINEAR         |
| 161373 -          | 2003 SN259               | 28 settembre 2003 | Spacewatch     |
| 161374 -          | 2003 SA272               | 27 settembre 2003 | Spacewatch     |
| 161375 -          | 2003 SF291               | 29 settembre 2003 | LINEAR         |
| 161376 -          | 2003 SH291               | 29 settembre 2003 | LINEAR         |
| 161377 -          | 2003 SX292               | 26 settembre 2003 | Crni Vrh       |
| 161378 -          | 2003 ST293               | 27 settembre 2003 | Spacewatch     |
| 161379 -          | 2003 SE298               | 18 settembre 2003 | NEAT           |
| 161380 -          | 2003 SD304               | 17 settembre 2003 | NEAT           |
| 161381 -          | 2003 TH7                 | 1 ottobre 2003    | LONEOS         |
| 161382 -          | 2003 TJ11                | 14 ottobre 2003   | LONEOS         |
| 161383 -          | 2003 TH15                | 15 ottobre 2003   | LONEOS         |
| 161384 -          | 2003 UK25                | 24 ottobre 2003   | Young, J. W.   |
| 161385 -          | 2003 UM27                | 23 ottobre 2003   | Tucker, R. A.  |
| 161386 -          | 2003 UB28                | 21 ottobre 2003   | LINEAR         |
| 161387 -          | 2003 UX40                | 16 ottobre 2003   | LONEOS         |
| 161388 -          | 2003 UH62                | 16 ottobre 2003   | LONEOS         |
| 161389 -          | 2003 UL78                | 17 ottobre 2003   | Crni Vrh       |
| 161390 -          | 2003 UB81                | 16 ottobre 2003   | LONEOS         |
| 161391 -          | 2003 UF97                | 19 ottobre 2003   | Spacewatch     |
| 161392 -          | 2003 UU116               | 21 ottobre 2003   | LINEAR         |
| 161393 -          | 2003 UJ122               | 19 ottobre 2003   | Spacewatch     |
| 161394 -          | 2003 UL130               | 18 ottobre 2003   | NEAT           |
| 161395 -          | 2003 UM131               | 19 ottobre 2003   | NEAT           |
| 161396 -          | 2003 UR132               | 19 ottobre 2003   | NEAT           |
| 161397 -          | 2003 UU140               | 16 ottobre 2003   | NEAT           |
| 161398 -          | 2003 UY162               | 21 ottobre 2003   | LINEAR         |
| 161399 -          | 2003 UB163               | 21 ottobre 2003   | LINEAR         |
| 161400 -          | 2003 UV164               | 21 ottobre 2003   | LINEAR         |

## 161401-161500
| Nome     | Designazione provvisoria | Data di scoperta | Scopritore           |
| -------- | ------------------------ | ---------------- | -------------------- |
| 161401 - | 2003 UT166               | 21 ottobre 2003  | Spacewatch           |
| 161402 - | 2003 UP168               | 22 ottobre 2003  | LINEAR               |
| 161403 - | 2003 UH181               | 21 ottobre 2003  | LINEAR               |
| 161404 - | 2003 UD190               | 22 ottobre 2003  | Spacewatch           |
| 161405 - | 2003 UF202               | 21 ottobre 2003  | LINEAR               |
| 161406 - | 2003 UJ202               | 21 ottobre 2003  | LINEAR               |
| 161407 - | 2003 UB213               | 23 ottobre 2003  | Spacewatch           |
| 161408 - | 2003 UC213               | 23 ottobre 2003  | Spacewatch           |
| 161409 - | 2003 UG234               | 24 ottobre 2003  | LINEAR               |
| 161410 - | 2003 UP237               | 23 ottobre 2003  | Spacewatch           |
| 161411 - | 2003 UD238               | 23 ottobre 2003  | NEAT                 |
| 161412 - | 2003 UW245               | 24 ottobre 2003  | LINEAR               |
| 161413 - | 2003 UG246               | 24 ottobre 2003  | LINEAR               |
| 161414 - | 2003 UD253               | 27 ottobre 2003  | LINEAR               |
| 161415 - | 2003 UM253               | 22 ottobre 2003  | NEAT                 |
| 161416 - | 2003 UU254               | 24 ottobre 2003  | LINEAR               |
| 161417 - | 2003 UJ264               | 27 ottobre 2003  | LINEAR               |
| 161418 - | 2003 UL267               | 28 ottobre 2003  | LINEAR               |
| 161419 - | 2003 UL276               | 29 ottobre 2003  | LINEAR               |
| 161420 - | 2003 UM276               | 29 ottobre 2003  | LINEAR               |
| 161421 - | 2003 WC6                 | 18 novembre 2003 | NEAT                 |
| 161422 - | 2003 WK17                | 18 novembre 2003 | NEAT                 |
| 161423 - | 2003 WE26                | 18 novembre 2003 | Tucker, R. A.        |
| 161424 - | 2003 WC39                | 19 novembre 2003 | Spacewatch           |
| 161425 - | 2003 WC41                | 19 novembre 2003 | Spacewatch           |
| 161426 - | 2003 WN42                | 19 novembre 2003 | NEAT                 |
| 161427 - | 2003 WC55                | 20 novembre 2003 | LINEAR               |
| 161428 - | 2003 WD57                | 18 novembre 2003 | NEAT                 |
| 161429 - | 2003 WY72                | 20 novembre 2003 | LINEAR               |
| 161430 - | 2003 WP81                | 18 novembre 2003 | LINEAR               |
| 161431 - | 2003 WG83                | 20 novembre 2003 | LINEAR               |
| 161432 - | 2003 WN83                | 20 novembre 2003 | LINEAR               |
| 161433 - | 2003 WY100               | 21 novembre 2003 | CSS                  |
| 161434 - | 2003 WT133               | 21 novembre 2003 | LINEAR               |
| 161435 - | 2003 WB150               | 24 novembre 2003 | LONEOS               |
| 161436 - | 2003 WL159               | 29 novembre 2003 | LINEAR               |
| 161437 - | 2003 WJ170               | 20 novembre 2003 | NEAT                 |
| 161438 - | 2003 WY170               | 21 novembre 2003 | NEAT                 |
| 161439 - | 2003 WM171               | 23 novembre 2003 | LONEOS               |
| 161440 - | 2003 WA172               | 29 novembre 2003 | LINEAR               |
| 161441 - | 2003 XV9                 | 4 dicembre 2003  | LINEAR               |
| 161442 - | 2003 YU14                | 17 dicembre 2003 | LINEAR               |
| 161443 - | 2003 YK26                | 18 dicembre 2003 | LINEAR               |
| 161444 - | 2003 YX32                | 16 dicembre 2003 | Spacewatch           |
| 161445 - | 2003 YN45                | 17 dicembre 2003 | LINEAR               |
| 161446 - | 2003 YM46                | 17 dicembre 2003 | LINEAR               |
| 161447 - | 2003 YF47                | 17 dicembre 2003 | Spacewatch           |
| 161448 - | 2003 YK63                | 19 dicembre 2003 | LINEAR               |
| 161449 - | 2003 YX91                | 21 dicembre 2003 | Spacewatch           |
| 161450 - | 2003 YK103               | 20 dicembre 2003 | LINEAR               |
| 161451 - | 2003 YM119               | 27 dicembre 2003 | LINEAR               |
| 161452 - | 2003 YJ139               | 28 dicembre 2003 | LINEAR               |
| 161453 - | 2003 YE158               | 17 dicembre 2003 | LINEAR               |
| 161454 - | 2003 YD180               | 18 dicembre 2003 | Spacewatch           |
| 161455 - | 2004 AR                  | 12 gennaio 2004  | NEAT                 |
| 161456 - | 2004 AH26                | 13 gennaio 2004  | NEAT                 |
| 161457 - | 2004 BV                  | 16 gennaio 2004  | Spacewatch           |
| 161458 - | 2004 BP2                 | 16 gennaio 2004  | NEAT                 |
| 161459 - | 2004 BQ22                | 17 gennaio 2004  | Spacewatch           |
| 161460 - | 2004 BU44                | 21 gennaio 2004  | LINEAR               |
| 161461 - | 2004 BS56                | 23 gennaio 2004  | LONEOS               |
| 161462 - | 2004 BE116               | 26 gennaio 2004  | LONEOS               |
| 161463 - | 2004 CY1                 | 12 febbraio 2004 | NEAT                 |
| 161464 - | 2004 CE35                | 10 febbraio 2004 | NEAT                 |
| 161465 - | 2004 CY70                | 12 febbraio 2004 | Spacewatch           |
| 161466 - | 2004 CA83                | 12 febbraio 2004 | Spacewatch           |
| 161467 - | 2004 DY17                | 18 febbraio 2004 | LINEAR               |
| 161468 - | 2004 DE31                | 17 febbraio 2004 | LINEAR               |
| 161469 - | 2004 EC79                | 15 marzo 2004    | Spacewatch           |
| 161470 - | 2004 EV80                | 15 marzo 2004    | LINEAR               |
| 161471 - | 2004 FE12                | 16 marzo 2004    | LINEAR               |
| 161472 - | 2004 FG20                | 16 marzo 2004    | LINEAR               |
| 161473 - | 2004 FC40                | 18 marzo 2004    | LINEAR               |
| 161474 - | 2004 FE40                | 18 marzo 2004    | LINEAR               |
| 161475 - | 2004 FY92                | 19 marzo 2004    | LINEAR               |
| 161476 - | 2004 FS96                | 23 marzo 2004    | LINEAR               |
| 161477 - | 2004 FJ160               | 18 marzo 2004    | LINEAR               |
| 161478 - | 2004 GX25                | 14 aprile 2004   | Spacewatch           |
| 161479 - | 2004 GU27                | 15 aprile 2004   | NEAT                 |
| 161480 - | 2004 GX38                | 15 aprile 2004   | LONEOS               |
| 161481 - | 2004 GQ60                | 14 aprile 2004   | Spacewatch           |
| 161482 - | 2004 GL61                | 13 aprile 2004   | Spacewatch           |
| 161483 - | 2004 GA87                | 14 aprile 2004   | Siding Spring Survey |
| 161484 - | 2004 HU42                | 20 aprile 2004   | LINEAR               |
| 161485 - | 2004 HZ47                | 22 aprile 2004   | Siding Spring Survey |
| 161486 - | 2004 HE52                | 24 aprile 2004   | Spacewatch           |
| 161487 - | 2004 JO15                | 10 maggio 2004   | NEAT                 |
| 161488 - | 2004 JC18                | 13 maggio 2004   | LONEOS               |
| 161489 - | 2004 KN6                 | 18 maggio 2004   | LINEAR               |
| 161490 - | 2004 KY7                 | 19 maggio 2004   | Needville            |
| 161491 - | 2004 KJ10                | 20 maggio 2004   | Siding Spring Survey |
| 161492 - | 2004 LG2                 | 10 giugno 2004   | Broughton, J.        |
| 161493 - | 2004 LL6                 | 9 giugno 2004    | Siding Spring Survey |
| 161494 - | 2004 LN14                | 11 giugno 2004   | LINEAR               |
| 161495 - | 2004 MA1                 | 16 giugno 2004   | LINEAR               |
| 161496 - | 2004 NY                  | 7 luglio 2004    | CINEOS               |
| 161497 - | 2004 NY32                | 11 luglio 2004   | LINEAR               |
| 161498 - | 2004 PT69                | 7 agosto 2004    | NEAT                 |
| 161499 - | 2004 PE82                | 10 agosto 2004   | LINEAR               |
| 161500 - | 2004 RW13                | 6 settembre 2004 | Siding Spring Survey |

## 161501-161600
| Nome                 | Designazione provvisoria | Data di scoperta  | Scopritore           |
| -------------------- | ------------------------ | ----------------- | -------------------- |
| 161501 -             | 2004 RV19                | 7 settembre 2004  | LINEAR               |
| 161502 -             | 2004 RP26                | 6 settembre 2004  | NEAT                 |
| 161503 -             | 2004 RD45                | 8 settembre 2004  | LINEAR               |
| 161504 -             | 2004 RD54                | 8 settembre 2004  | LINEAR               |
| 161505 -             | 2004 RU68                | 8 settembre 2004  | LINEAR               |
| 161506 -             | 2004 RR79                | 8 settembre 2004  | NEAT                 |
| 161507 -             | 2004 RU82                | 9 settembre 2004  | LINEAR               |
| 161508 -             | 2004 RW88                | 8 settembre 2004  | LINEAR               |
| 161509 -             | 2004 RB99                | 8 settembre 2004  | LINEAR               |
| 161510 -             | 2004 RA150               | 9 settembre 2004  | LINEAR               |
| 161511 -             | 2004 RP179               | 10 settembre 2004 | LINEAR               |
| 161512 -             | 2004 RD190               | 10 settembre 2004 | LINEAR               |
| 161513 -             | 2004 RK195               | 10 settembre 2004 | LINEAR               |
| 161514 -             | 2004 RE288               | 15 settembre 2004 | Yeung, W. K. Y.      |
| 161515 -             | 2004 RO291               | 10 settembre 2004 | LINEAR               |
| 161516 -             | 2004 RR326               | 13 settembre 2004 | LINEAR               |
| 161517 -             | 2004 RZ328               | 15 settembre 2004 | Spacewatch           |
| 161518 -             | 2004 RK334               | 15 settembre 2004 | LONEOS               |
| 161519 -             | 2004 SQ11                | 16 settembre 2004 | Siding Spring Survey |
| 161520 -             | 2004 SO32                | 17 settembre 2004 | LINEAR               |
| 161521 -             | 2004 SG51                | 22 settembre 2004 | Spacewatch           |
| 161522 -             | 2004 SO57                | 16 settembre 2004 | LONEOS               |
| 161523 -             | 2004 SQ60                | 17 settembre 2004 | LINEAR               |
| 161524 -             | 2004 TU16                | 8 ottobre 2004    | LINEAR               |
| 161525 -             | 2004 TH44                | 4 ottobre 2004    | Spacewatch           |
| 161526 -             | 2004 TF106               | 7 ottobre 2004    | LINEAR               |
| 161527 -             | 2004 TG124               | 7 ottobre 2004    | LINEAR               |
| 161528 -             | 2004 TE133               | 7 ottobre 2004    | LONEOS               |
| 161529 -             | 2004 TR179               | 7 ottobre 2004    | Spacewatch           |
| 161530 -             | 2004 TQ293               | 10 ottobre 2004   | Spacewatch           |
| 161531 -             | 2004 TA296               | 10 ottobre 2004   | Spacewatch           |
| 161532 -             | 2004 TN342               | 13 ottobre 2004   | Spacewatch           |
| 161533 -             | 2004 TF345               | 15 ottobre 2004   | Mount Lemmon Survey  |
| 161534 -             | 2004 TZ359               | 9 ottobre 2004    | LONEOS               |
| 161535 -             | 2004 VR9                 | 3 novembre 2004   | LONEOS               |
| 161536 -             | 2004 VA16                | 3 novembre 2004   | NEAT                 |
| 161537 -             | 2004 VA24                | 4 novembre 2004   | CSS                  |
| 161538 -             | 2004 VP26                | 4 novembre 2004   | CSS                  |
| 161539 -             | 2004 VQ57                | 5 novembre 2004   | NEAT                 |
| 161540 -             | 2004 VP77                | 12 novembre 2004  | CSS                  |
| 161541 -             | 2004 VJ81                | 4 novembre 2004   | Spacewatch           |
| 161542 -             | 2004 WF3                 | 17 novembre 2004  | Siding Spring Survey |
| 161543 -             | 2004 WH10                | 19 novembre 2004  | LINEAR               |
| 161544 -             | 2004 XQ13                | 8 dicembre 2004   | LINEAR               |
| 161545 Ferrando      | 2004 XP16                | 10 dicembre 2004  | Lacruz, J.           |
| 161546 Schneeweis    | 2004 XT16                | 10 dicembre 2004  | Healy, D.            |
| 161547 -             | 2004 XS29                | 10 dicembre 2004  | LINEAR               |
| 161548 -             | 2004 XL49                | 12 dicembre 2004  | NEAT                 |
| 161549 -             | 2004 XN49                | 12 dicembre 2004  | LINEAR               |
| 161550 -             | 2004 XS54                | 10 dicembre 2004  | Spacewatch           |
| 161551 -             | 2004 XO72                | 14 dicembre 2004  | Spacewatch           |
| 161552 -             | 2004 XT80                | 10 dicembre 2004  | LINEAR               |
| 161553 -             | 2004 XV102               | 14 dicembre 2004  | CSS                  |
| 161554 -             | 2004 XO121               | 14 dicembre 2004  | CSS                  |
| 161555 -             | 2004 XX121               | 15 dicembre 2004  | LINEAR               |
| 161556 -             | 2004 XZ146               | 15 dicembre 2004  | LINEAR               |
| 161557 -             | 2004 YF6                 | 16 dicembre 2004  | Spacewatch           |
| 161558 -             | 2004 YF17                | 18 dicembre 2004  | Mount Lemmon Survey  |
| 161559 -             | 2004 YO21                | 18 dicembre 2004  | Mount Lemmon Survey  |
| 161560 -             | 2004 YW34                | 18 dicembre 2004  | Mount Lemmon Survey  |
| 161561 -             | 2005 AR7                 | 6 gennaio 2005    | CSS                  |
| 161562 -             | 2005 AU10                | 6 gennaio 2005    | CSS                  |
| 161563 -             | 2005 AB17                | 6 gennaio 2005    | LINEAR               |
| 161564 -             | 2005 AF35                | 13 gennaio 2005   | LINEAR               |
| 161565 -             | 2005 AD62                | 15 gennaio 2005   | Spacewatch           |
| 161566 -             | 2005 AH64                | 13 gennaio 2005   | Spacewatch           |
| 161567 -             | 2005 BX                  | 16 gennaio 2005   | Lorenz, J.           |
| 161568 -             | 2005 BC2                 | 17 gennaio 2005   | LINEAR               |
| 161569 -             | 2005 BH17                | 16 gennaio 2005   | Spacewatch           |
| 161570 -             | 2005 BR23                | 17 gennaio 2005   | Spacewatch           |
| 161571 -             | 2005 CB6                 | 1 febbraio 2005   | Spacewatch           |
| 161572 -             | 2005 CP50                | 2 febbraio 2005   | LINEAR               |
| 161573 -             | 2005 CX57                | 2 febbraio 2005   | CSS                  |
| 161574 -             | 2005 DS                  | 28 febbraio 2005  | Junk Bond            |
| 161575 -             | 2005 EZ10                | 2 marzo 2005      | Spacewatch           |
| 161576 -             | 2005 EY47                | 3 marzo 2005      | CSS                  |
| 161577 -             | 2005 EK72                | 2 marzo 2005      | CSS                  |
| 161578 -             | 2005 EL85                | 4 marzo 2005      | LINEAR               |
| 161579 -             | 2005 EH121               | 8 marzo 2005      | LINEAR               |
| 161580 -             | 2005 EV122               | 8 marzo 2005      | Mount Lemmon Survey  |
| 161581 -             | 2005 EA204               | 11 marzo 2005     | Spacewatch           |
| 161582 -             | 2005 ET219               | 10 marzo 2005     | Mount Lemmon Survey  |
| 161583 -             | 2005 GZ119               | 6 aprile 2005     | LONEOS               |
| 161584 -             | 2005 GN123               | 7 aprile 2005     | Spacewatch           |
| 161585 Danielhals    | 2005 GN184               | 10 aprile 2005    | Buie, M. W.          |
| 161586 -             | 2005 JO88                | 10 maggio 2005    | Mount Lemmon Survey  |
| 161587 -             | 2005 LC7                 | 1 giugno 2005     | Spacewatch           |
| 161588 -             | 2005 LE30                | 12 giugno 2005    | Spacewatch           |
| 161589 -             | 2005 MF49                | 29 giugno 2005    | NEAT                 |
| 161590 -             | 2005 NO49                | 8 luglio 2005     | Spacewatch           |
| 161591 -             | 2005 OG14                | 31 luglio 2005    | Siding Spring Survey |
| 161592 Sarahhamilton | 2005 PN24                | 10 agosto 2005    | Buie, M. W.          |
| 161593 -             | 2005 QE28                | 28 agosto 2005    | Healy, D.            |
| 161594 -             | 2005 QR171               | 29 agosto 2005    | NEAT                 |
| 161595 -             | 2005 SK19                | 25 settembre 2005 | Calvin College       |
| 161596 -             | 2005 SK79                | 24 settembre 2005 | Spacewatch           |
| 161597 -             | 2005 SR85                | 24 settembre 2005 | Spacewatch           |
| 161598 -             | 2005 SF129               | 29 settembre 2005 | Mount Lemmon Survey  |
| 161599 -             | 2005 SB153               | 25 settembre 2005 | Spacewatch           |
| 161600 -             | 2005 TE28                | 1 ottobre 2005    | Spacewatch           |

## 161601-161700
| Nome                | Designazione provvisoria | Data di scoperta | Scopritore           |
| ------------------- | ------------------------ | ---------------- | -------------------- |
| 161601 -            | 2005 TU75                | 3 ottobre 2005   | CSS                  |
| 161602 -            | 2005 TQ129               | 7 ottobre 2005   | Spacewatch           |
| 161603 -            | 2005 TY166               | 9 ottobre 2005   | Spacewatch           |
| 161604 -            | 2005 TU174               | 1 ottobre 2005   | LONEOS               |
| 161605 -            | 2005 TR191               | 1 ottobre 2005   | CSS                  |
| 161606 -            | 2005 UR38                | 24 ottobre 2005  | Spacewatch           |
| 161607 -            | 2005 UW54                | 23 ottobre 2005  | CSS                  |
| 161608 -            | 2005 UZ68                | 23 ottobre 2005  | CSS                  |
| 161609 -            | 2005 UA83                | 22 ottobre 2005  | Spacewatch           |
| 161610 -            | 2005 UN88                | 22 ottobre 2005  | Spacewatch           |
| 161611 -            | 2005 UR110               | 22 ottobre 2005  | Spacewatch           |
| 161612 -            | 2005 UQ127               | 24 ottobre 2005  | Spacewatch           |
| 161613 -            | 2005 UE274               | 24 ottobre 2005  | NEAT                 |
| 161614 -            | 2005 UG427               | 28 ottobre 2005  | Spacewatch           |
| 161615 -            | 2005 UQ440               | 29 ottobre 2005  | CSS                  |
| 161616 -            | 2005 UB497               | 27 ottobre 2005  | NEAT                 |
| 161617 -            | 2005 UJ513               | 23 ottobre 2005  | CSS                  |
| 161618 -            | 2005 VH117               | 11 novembre 2005 | Spacewatch           |
| 161619 -            | 2005 VH120               | 5 novembre 2005  | Spacewatch           |
| 161620 -            | 2005 WV57                | 25 novembre 2005 | CSS                  |
| 161621 -            | 2005 WM92                | 25 novembre 2005 | Mount Lemmon Survey  |
| 161622 -            | 2005 WM115               | 29 novembre 2005 | Mount Lemmon Survey  |
| 161623 -            | 2005 WF158               | 26 novembre 2005 | Mount Lemmon Survey  |
| 161624 -            | 2005 WB202               | 29 novembre 2005 | Spacewatch           |
| 161625 Susskind     | 2005 YJ7                 | 22 dicembre 2005 | CSS                  |
| 161626 -            | 2005 YD8                 | 22 dicembre 2005 | Spacewatch           |
| 161627 -            | 2005 YH8                 | 22 dicembre 2005 | Spacewatch           |
| 161628 -            | 2005 YW29                | 25 dicembre 2005 | Spacewatch           |
| 161629 -            | 2005 YL47                | 25 dicembre 2005 | CSS                  |
| 161630 -            | 2005 YP93                | 27 dicembre 2005 | CSS                  |
| 161631 -            | 2005 YS130               | 25 dicembre 2005 | Spacewatch           |
| 161632 -            | 2005 YB244               | 30 dicembre 2005 | Spacewatch           |
| 161633 -            | 2005 YL247               | 30 dicembre 2005 | Mount Lemmon Survey  |
| 161634 -            | 2005 YN277               | 25 dicembre 2005 | Spacewatch           |
| 161635 -            | 2005 YU290               | 25 dicembre 2005 | Mount Lemmon Survey  |
| 161636 -            | 2006 AR50                | 5 gennaio 2006   | Spacewatch           |
| 161637 -            | 2006 AM58                | 8 gennaio 2006   | Spacewatch           |
| 161638 -            | 2006 AA68                | 5 gennaio 2006   | Mount Lemmon Survey  |
| 161639 -            | 2006 AS78                | 4 gennaio 2006   | Spacewatch           |
| 161640 -            | 2006 BJ5                 | 21 gennaio 2006  | Mount Lemmon Survey  |
| 161641 -            | 2006 BE11                | 20 gennaio 2006  | Spacewatch           |
| 161642 -            | 2006 BZ21                | 22 gennaio 2006  | Mount Lemmon Survey  |
| 161643 -            | 2006 BS25                | 23 gennaio 2006  | Mount Lemmon Survey  |
| 161644 -            | 2006 BC30                | 20 gennaio 2006  | Spacewatch           |
| 161645 -            | 2006 BO40                | 21 gennaio 2006  | Spacewatch           |
| 161646 -            | 2006 BL56                | 21 gennaio 2006  | Mount Lemmon Survey  |
| 161647 -            | 2006 BO69                | 23 gennaio 2006  | Spacewatch           |
| 161648 -            | 2006 BH87                | 25 gennaio 2006  | Spacewatch           |
| 161649 -            | 2006 BR95                | 26 gennaio 2006  | Spacewatch           |
| 161650 -            | 2006 BM97                | 26 gennaio 2006  | Mount Lemmon Survey  |
| 161651 -            | 2006 BJ175               | 27 gennaio 2006  | Spacewatch           |
| 161652 -            | 2006 BC181               | 27 gennaio 2006  | Mount Lemmon Survey  |
| 161653 -            | 2006 BB206               | 31 gennaio 2006  | Mount Lemmon Survey  |
| 161654 -            | 2006 BE211               | 31 gennaio 2006  | Spacewatch           |
| 161655 -            | 2006 BZ234               | 31 gennaio 2006  | Spacewatch           |
| 161656 -            | 2006 BG251               | 31 gennaio 2006  | Spacewatch           |
| 161657 -            | 2006 BM268               | 27 gennaio 2006  | CSS                  |
| 161658 -            | 2006 BS269               | 28 gennaio 2006  | LONEOS               |
| 161659 -            | 2006 CB23                | 1 febbraio 2006  | Spacewatch           |
| 161660 -            | 2006 CW34                | 2 febbraio 2006  | Mount Lemmon Survey  |
| 161661 Bobbyclarke  | 2006 CN59                | 6 febbraio 2006  | Mount Lemmon Survey  |
| 161662 -            | 2006 CV59                | 6 febbraio 2006  | Mount Lemmon Survey  |
| 161663 -            | 2006 DM3                 | 20 febbraio 2006 | CSS                  |
| 161664 -            | 2006 DM16                | 20 febbraio 2006 | Spacewatch           |
| 161665 -            | 2006 DS48                | 21 febbraio 2006 | CSS                  |
| 161666 -            | 2006 DN59                | 24 febbraio 2006 | Mount Lemmon Survey  |
| 161667 -            | 2006 DD71                | 21 febbraio 2006 | Mount Lemmon Survey  |
| 161668 -            | 2006 DS79                | 24 febbraio 2006 | Spacewatch           |
| 161669 -            | 2006 DL83                | 24 febbraio 2006 | Spacewatch           |
| 161670 -            | 2006 DP88                | 24 febbraio 2006 | Spacewatch           |
| 161671 -            | 2006 DT90                | 24 febbraio 2006 | Spacewatch           |
| 161672 -            | 2006 DB107               | 25 febbraio 2006 | Mount Lemmon Survey  |
| 161673 -            | 2006 DH211               | 24 febbraio 2006 | Spacewatch           |
| 161674 -            | 2006 EM53                | 2 marzo 2006     | Spacewatch           |
| 161675 -            | 2006 FU1                 | 22 marzo 2006    | CSS                  |
| 161676 -            | 2006 FQ4                 | 23 marzo 2006    | Spacewatch           |
| 161677 -            | 2006 FM13                | 23 marzo 2006    | Spacewatch           |
| 161678 -            | 2006 FK17                | 23 marzo 2006    | Mount Lemmon Survey  |
| 161679 -            | 2006 FY46                | 23 marzo 2006    | CSS                  |
| 161680 -            | 2006 GD15                | 2 aprile 2006    | Spacewatch           |
| 161681 -            | 2006 GK24                | 2 aprile 2006    | Spacewatch           |
| 161682 -            | 2006 GP33                | 7 aprile 2006    | Mount Lemmon Survey  |
| 161683 -            | 2006 GY42                | 12 aprile 2006   | NEAT                 |
| 161684 -            | 2006 GD50                | 8 aprile 2006    | Siding Spring Survey |
| 161685 -            | 2006 GD52                | 9 aprile 2006    | CSS                  |
| 161686 -            | 2006 HX16                | 19 aprile 2006   | LONEOS               |
| 161687 -            | 2006 HC17                | 20 aprile 2006   | Spacewatch           |
| 161688 -            | 2006 HX24                | 20 aprile 2006   | Spacewatch           |
| 161689 -            | 2006 HD30                | 19 aprile 2006   | CSS                  |
| 161690 -            | 2006 HF32                | 19 aprile 2006   | Spacewatch           |
| 161691 -            | 2006 HX41                | 21 aprile 2006   | Spacewatch           |
| 161692 -            | 2006 HS44                | 24 aprile 2006   | Mount Lemmon Survey  |
| 161693 Attilladanko | 2006 HL46                | 26 aprile 2006   | Lowe, A.             |
| 161694 -            | 2006 HV52                | 19 aprile 2006   | LONEOS               |
| 161695 -            | 2006 HL81                | 26 aprile 2006   | Spacewatch           |
| 161696 -            | 2006 HR83                | 26 aprile 2006   | Spacewatch           |
| 161697 -            | 2006 HZ104               | 19 aprile 2006   | CSS                  |
| 161698 -            | 2006 HL120               | 30 aprile 2006   | Spacewatch           |
| 161699 Lisahardaway | 2006 HR140               | 26 aprile 2006   | Buie, M. W.          |
| 161700 -            | 2006 JK32                | 3 maggio 2006    | Spacewatch           |

## 161701-161800
| Nome            | Designazione provvisoria | Data di scoperta  | Scopritore             |
| --------------- | ------------------------ | ----------------- | ---------------------- |
| 161701 -        | 2006 JW41                | 7 maggio 2006     | Spacewatch             |
| 161702 -        | 2006 JZ46                | 5 maggio 2006     | LONEOS                 |
| 161703 -        | 2006 JH52                | 5 maggio 2006     | LONEOS                 |
| 161704 -        | 2006 JL55                | 1 maggio 2006     | CSS                    |
| 161705 -        | 2006 KJ                  | 16 maggio 2006    | NEAT                   |
| 161706 -        | 2006 KG2                 | 17 maggio 2006    | Siding Spring Survey   |
| 161707 -        | 2006 KY2                 | 18 maggio 2006    | NEAT                   |
| 161708 -        | 2006 KX37                | 24 maggio 2006    | Mount Lemmon Survey    |
| 161709 -        | 2006 KJ48                | 21 maggio 2006    | Spacewatch             |
| 161710 -        | 2006 KV75                | 24 maggio 2006    | NEAT                   |
| 161711 -        | 2006 KU88                | 26 maggio 2006    | Spacewatch             |
| 161712 -        | 2006 KF91                | 24 maggio 2006    | Mount Lemmon Survey    |
| 161713 -        | 2006 KJ109               | 31 maggio 2006    | Mount Lemmon Survey    |
| 161714 -        | 2006 MH                  | 16 giugno 2006    | Spacewatch             |
| 161715 Wenchuan | 2006 MZ12                | 23 giugno 2006    | Ye, Q.-z., Yang, T.-C. |
| 161716 -        | 2006 OS15                | 26 luglio 2006    | Siding Spring Survey   |
| 161717 -        | 2006 PL23                | 12 agosto 2006    | NEAT                   |
| 161718 -        | 2006 QP28                | 21 agosto 2006    | Spacewatch             |
| 161719 -        | 2006 QM123               | 29 agosto 2006    | CSS                    |
| 161720 -        | 2006 QK126               | 16 agosto 2006    | NEAT                   |
| 161721 -        | 2006 RF11                | 12 settembre 2006 | CSS                    |
| 161722 -        | 2006 RH20                | 15 settembre 2006 | LINEAR                 |
| 161723 -        | 2006 RT21                | 15 settembre 2006 | Spacewatch             |
| 161724 -        | 2006 RB48                | 14 settembre 2006 | CSS                    |
| 161725 -        | 2006 RK48                | 14 settembre 2006 | CSS                    |
| 161726 -        | 2006 RB102               | 15 settembre 2006 | Spacewatch             |
| 161727 -        | 2006 SW7                 | 16 settembre 2006 | LINEAR                 |
| 161728 -        | 2006 SQ20                | 18 settembre 2006 | Tucker, R. A.          |
| 161729 -        | 2006 SZ23                | 18 settembre 2006 | CSS                    |
| 161730 -        | 2006 SE27                | 16 settembre 2006 | CSS                    |
| 161731 -        | 2006 SG36                | 17 settembre 2006 | LONEOS                 |
| 161732 -        | 2006 SV42                | 18 settembre 2006 | CSS                    |
| 161733 -        | 2006 ST44                | 17 settembre 2006 | LONEOS                 |
| 161734 -        | 2006 SP83                | 18 settembre 2006 | Spacewatch             |
| 161735 -        | 2006 SC87                | 18 settembre 2006 | Spacewatch             |
| 161736 -        | 2006 SA121               | 18 settembre 2006 | CSS                    |
| 161737 -        | 2006 SR121               | 18 settembre 2006 | CSS                    |
| 161738 -        | 2006 SD126               | 20 settembre 2006 | LINEAR                 |
| 161739 -        | 2006 SL126               | 21 settembre 2006 | LONEOS                 |
| 161740 -        | 2006 SE154               | 20 settembre 2006 | NEAT                   |
| 161741 -        | 2006 SU207               | 25 settembre 2006 | Spacewatch             |
| 161742 -        | 2006 SV238               | 26 settembre 2006 | Spacewatch             |
| 161743 -        | 2006 SR253               | 26 settembre 2006 | Mount Lemmon Survey    |
| 161744 -        | 2006 SK259               | 26 settembre 2006 | Spacewatch             |
| 161745 -        | 2006 SV262               | 26 settembre 2006 | Mount Lemmon Survey    |
| 161746 -        | 2006 SF267               | 26 settembre 2006 | Spacewatch             |
| 161747 -        | 2006 SY272               | 27 settembre 2006 | LINEAR                 |
| 161748 -        | 2006 SR274               | 27 settembre 2006 | Mount Lemmon Survey    |
| 161749 -        | 2006 ST274               | 27 settembre 2006 | Mount Lemmon Survey    |
| 161750 Garyladd | 2006 SQ285               | 25 settembre 2006 | Mount Lemmon Survey    |
| 161751 -        | 2006 SU287               | 22 settembre 2006 | CSS                    |
| 161752 -        | 2006 SX289               | 26 settembre 2006 | Siding Spring Survey   |
| 161753 -        | 2006 SW327               | 27 settembre 2006 | Spacewatch             |
| 161754 -        | 2006 SJ354               | 30 settembre 2006 | CSS                    |
| 161755 -        | 2006 SQ354               | 30 settembre 2006 | Mount Lemmon Survey    |
| 161756 -        | 2006 SB360               | 30 settembre 2006 | CSS                    |
| 161757 -        | 2006 TH                  | 2 ottobre 2006    | Lowe, A.               |
| 161758 -        | 2006 TL18                | 11 ottobre 2006   | Spacewatch             |
| 161759 -        | 2006 TO20                | 11 ottobre 2006   | Spacewatch             |
| 161760 -        | 2006 TU25                | 12 ottobre 2006   | Spacewatch             |
| 161761 -        | 2006 TK26                | 12 ottobre 2006   | Spacewatch             |
| 161762 -        | 2006 TQ29                | 12 ottobre 2006   | Spacewatch             |
| 161763 -        | 2006 TO30                | 12 ottobre 2006   | Spacewatch             |
| 161764 -        | 2006 TV49                | 12 ottobre 2006   | NEAT                   |
| 161765 -        | 2006 TH55                | 12 ottobre 2006   | NEAT                   |
| 161766 -        | 2006 TC56                | 13 ottobre 2006   | Spacewatch             |
| 161767 -        | 2006 TW62                | 10 ottobre 2006   | NEAT                   |
| 161768 -        | 2006 TA64                | 10 ottobre 2006   | NEAT                   |
| 161769 -        | 2006 TP67                | 11 ottobre 2006   | Spacewatch             |
| 161770 -        | 2006 TK73                | 11 ottobre 2006   | NEAT                   |
| 161771 -        | 2006 TY86                | 13 ottobre 2006   | Spacewatch             |
| 161772 -        | 2006 TG89                | 13 ottobre 2006   | Spacewatch             |
| 161773 -        | 2006 TG90                | 13 ottobre 2006   | Spacewatch             |
| 161774 -        | 2006 TU91                | 13 ottobre 2006   | Spacewatch             |
| 161775 -        | 2006 TG108               | 1 ottobre 2006    | Siding Spring Survey   |
| 161776 -        | 2006 UJ7                 | 16 ottobre 2006   | CSS                    |
| 161777 -        | 2006 UE11                | 17 ottobre 2006   | Mount Lemmon Survey    |
| 161778 -        | 2006 US27                | 16 ottobre 2006   | Spacewatch             |
| 161779 -        | 2006 UN50                | 17 ottobre 2006   | Spacewatch             |
| 161780 -        | 2006 UQ70                | 16 ottobre 2006   | CSS                    |
| 161781 -        | 2006 UX108               | 18 ottobre 2006   | Spacewatch             |
| 161782 -        | 2006 UJ112               | 19 ottobre 2006   | Spacewatch             |
| 161783 -        | 2006 UB132               | 19 ottobre 2006   | CSS                    |
| 161784 -        | 2006 UZ138               | 19 ottobre 2006   | Spacewatch             |
| 161785 -        | 2006 UR179               | 16 ottobre 2006   | CSS                    |
| 161786 -        | 2006 UK189               | 19 ottobre 2006   | CSS                    |
| 161787 -        | 2006 UA192               | 19 ottobre 2006   | CSS                    |
| 161788 -        | 2006 UR208               | 23 ottobre 2006   | Spacewatch             |
| 161789 -        | 2006 UW255               | 27 ottobre 2006   | Mount Lemmon Survey    |
| 161790 -        | 2006 UK261               | 28 ottobre 2006   | Spacewatch             |
| 161791 -        | 2006 UM261               | 28 ottobre 2006   | CSS                    |
| 161792 -        | 2006 UO274               | 28 ottobre 2006   | Spacewatch             |
| 161793 -        | 2006 UT286               | 28 ottobre 2006   | Mount Lemmon Survey    |
| 161794 -        | 2006 UE287               | 28 ottobre 2006   | Spacewatch             |
| 161795 -        | 2006 VJ29                | 10 novembre 2006  | Spacewatch             |
| 161796 -        | 2006 VT34                | 11 novembre 2006  | CSS                    |
| 161797 -        | 2006 VL45                | 2 novembre 2006   | CSS                    |
| 161798 -        | 2006 VN48                | 10 novembre 2006  | LINEAR                 |
| 161799 -        | 2006 VT51                | 10 novembre 2006  | Spacewatch             |
| 161800 -        | 2006 VJ63                | 11 novembre 2006  | Spacewatch             |

## 161801-161900
| Nome                  | Designazione provvisoria | Data di scoperta | Scopritore          |
| --------------------- | ------------------------ | ---------------- | ------------------- |
| 161801 -              | 2006 VS64                | 11 novembre 2006 | Spacewatch          |
| 161802 -              | 2006 VN75                | 11 novembre 2006 | Spacewatch          |
| 161803 -              | 2006 VL85                | 13 novembre 2006 | Spacewatch          |
| 161804 -              | 2006 VO87                | 14 novembre 2006 | CSS                 |
| 161805 -              | 2006 VQ89                | 14 novembre 2006 | Spacewatch          |
| 161806 -              | 2006 VZ92                | 15 novembre 2006 | Mount Lemmon Survey |
| 161807 -              | 2006 VS96                | 10 novembre 2006 | Spacewatch          |
| 161808 -              | 2006 VT119               | 14 novembre 2006 | Spacewatch          |
| 161809 -              | 2006 VM144               | 15 novembre 2006 | Mount Lemmon Survey |
| 161810 -              | 2006 VO147               | 15 novembre 2006 | CSS                 |
| 161811 -              | 2006 VL168               | 14 novembre 2006 | Mount Lemmon Survey |
| 161812 -              | 2006 WV24                | 17 novembre 2006 | Mount Lemmon Survey |
| 161813 -              | 2006 WW26                | 18 novembre 2006 | LINEAR              |
| 161814 -              | 2006 WS27                | 22 novembre 2006 | Yeung, W. K. Y.     |
| 161815 -              | 2006 WK30                | 24 novembre 2006 | Trois-Rivieres      |
| 161816 -              | 2006 WB45                | 16 novembre 2006 | LINEAR              |
| 161817 -              | 2006 WL66                | 17 novembre 2006 | Mount Lemmon Survey |
| 161818 -              | 2006 WB86                | 18 novembre 2006 | LINEAR              |
| 161819 -              | 2006 WS86                | 18 novembre 2006 | LINEAR              |
| 161820 -              | 2006 WG89                | 18 novembre 2006 | LINEAR              |
| 161821 -              | 2006 WP101               | 19 novembre 2006 | CSS                 |
| 161822 -              | 2006 WO103               | 19 novembre 2006 | Spacewatch          |
| 161823 -              | 2006 WG104               | 19 novembre 2006 | Spacewatch          |
| 161824 -              | 2006 WN131               | 17 novembre 2006 | Spacewatch          |
| 161825 -              | 2006 WE135               | 18 novembre 2006 | LINEAR              |
| 161826 -              | 2006 WX148               | 20 novembre 2006 | Spacewatch          |
| 161827 -              | 2006 WX151               | 21 novembre 2006 | LINEAR              |
| 161828 -              | 2006 WF178               | 23 novembre 2006 | Mount Lemmon Survey |
| 161829 -              | 2006 XQ8                 | 9 dicembre 2006  | NEAT                |
| 161830 -              | 2006 XZ25                | 12 dicembre 2006 | CSS                 |
| 161831 -              | 2006 XZ32                | 10 dicembre 2006 | Spacewatch          |
| 161832 -              | 2006 XV36                | 11 dicembre 2006 | Spacewatch          |
| 161833 -              | 2006 XC49                | 13 dicembre 2006 | Mount Lemmon Survey |
| 161834 -              | 2006 XU50                | 13 dicembre 2006 | Mount Lemmon Survey |
| 161835 Barbmcclintock | 2006 XY50                | 13 dicembre 2006 | Mount Lemmon Survey |
| 161836 -              | 2006 XX57                | 14 dicembre 2006 | LINEAR              |
| 161837 -              | 2006 XZ63                | 11 dicembre 2006 | CSS                 |
| 161838 -              | 2006 XO66                | 13 dicembre 2006 | Mount Lemmon Survey |
| 161839 -              | 2006 YB7                 | 20 dicembre 2006 | NEAT                |
| 161840 -              | 2006 YC16                | 21 dicembre 2006 | Spacewatch          |
| 161841 -              | 2006 YN18                | 23 dicembre 2006 | Mount Lemmon Survey |
| 161842 -              | 2007 AV7                 | 9 gennaio 2007   | Spacewatch          |
| 161843 -              | 2007 AZ7                 | 9 gennaio 2007   | NEAT                |
| 161844 -              | 2007 AZ9                 | 8 gennaio 2007   | Mount Lemmon Survey |
| 161845 -              | 2007 AK18                | 9 gennaio 2007   | CSS                 |
| 161846 -              | 2007 AG21                | 10 gennaio 2007  | Mount Lemmon Survey |
| 161847 -              | 2007 AP24                | 15 gennaio 2007  | CSS                 |
| 161848 -              | 2007 AZ25                | 15 gennaio 2007  | LONEOS              |
| 161849 -              | 2007 AL27                | 15 gennaio 2007  | CSS                 |
| 161850 -              | 2007 BY7                 | 24 gennaio 2007  | Lowe, A.            |
| 161851 -              | 2007 BQ8                 | 16 gennaio 2007  | CSS                 |
| 161852 -              | 2007 BP18                | 17 gennaio 2007  | Mount Lemmon Survey |
| 161853 -              | 2007 BR19                | 23 gennaio 2007  | LONEOS              |
| 161854 -              | 2007 BQ29                | 24 gennaio 2007  | LINEAR              |
| 161855 -              | 2007 BH30                | 24 gennaio 2007  | CSS                 |
| 161856 -              | 2007 BL40                | 24 gennaio 2007  | Mount Lemmon Survey |
| 161857 -              | 2007 BU40                | 24 gennaio 2007  | Mount Lemmon Survey |
| 161858 -              | 2007 BD42                | 24 gennaio 2007  | CSS                 |
| 161859 -              | 2007 BN42                | 24 gennaio 2007  | CSS                 |
| 161860 -              | 2007 BP43                | 24 gennaio 2007  | CSS                 |
| 161861 -              | 2007 BX44                | 25 gennaio 2007  | CSS                 |
| 161862 -              | 2007 BJ49                | 17 gennaio 2007  | Spacewatch          |
| 161863 -              | 2007 BP50                | 23 gennaio 2007  | LINEAR              |
| 161864 -              | 2007 BE53                | 24 gennaio 2007  | Spacewatch          |
| 161865 -              | 2007 BX59                | 26 gennaio 2007  | LONEOS              |
| 161866 -              | 2007 BF70                | 27 gennaio 2007  | Mount Lemmon Survey |
| 161867 -              | 2007 CD                  | 5 febbraio 2007  | Lowe, A.            |
| 161868 -              | 2007 CQ                  | 5 febbraio 2007  | NEAT                |
| 161869 -              | 2007 CW5                 | 8 febbraio 2007  | Lowe, A.            |
| 161870 -              | 2007 CC7                 | 6 febbraio 2007  | Spacewatch          |
| 161871 -              | 2007 CE12                | 6 febbraio 2007  | Spacewatch          |
| 161872 -              | 2007 CM13                | 7 febbraio 2007  | Mount Lemmon Survey |
| 161873 -              | 2007 CG15                | 7 febbraio 2007  | CSS                 |
| 161874 -              | 2007 CS22                | 6 febbraio 2007  | NEAT                |
| 161875 -              | 2007 CK25                | 8 febbraio 2007  | Spacewatch          |
| 161876 -              | 2007 CW28                | 6 febbraio 2007  | NEAT                |
| 161877 -              | 2007 CR34                | 6 febbraio 2007  | NEAT                |
| 161878 -              | 2007 CL36                | 6 febbraio 2007  | Mount Lemmon Survey |
| 161879 -              | 2007 CT40                | 7 febbraio 2007  | Spacewatch          |
| 161880 -              | 2007 CP44                | 8 febbraio 2007  | NEAT                |
| 161881 -              | 2007 CS45                | 8 febbraio 2007  | NEAT                |
| 161882 -              | 2007 CM46                | 8 febbraio 2007  | Mount Lemmon Survey |
| 161883 -              | 2007 CU46                | 8 febbraio 2007  | NEAT                |
| 161884 -              | 2007 CD54                | 10 febbraio 2007 | CSS                 |
| 161885 -              | 2007 CF56                | 15 febbraio 2007 | CSS                 |
| 161886 -              | 2007 CO58                | 10 febbraio 2007 | NEAT                |
| 161887 -              | 2007 CG59                | 10 febbraio 2007 | CSS                 |
| 161888 -              | 2007 CP62                | 13 febbraio 2007 | LINEAR              |
| 161889 -              | 2007 DP3                 | 16 febbraio 2007 | Mount Lemmon Survey |
| 161890 -              | 2007 DT3                 | 16 febbraio 2007 | Mount Lemmon Survey |
| 161891 -              | 2007 DW10                | 17 febbraio 2007 | Spacewatch          |
| 161892 -              | 2007 DK19                | 17 febbraio 2007 | Spacewatch          |
| 161893 -              | 2007 DJ23                | 17 febbraio 2007 | Spacewatch          |
| 161894 -              | 2007 DZ29                | 17 febbraio 2007 | Spacewatch          |
| 161895 -              | 2007 DV30                | 17 febbraio 2007 | Spacewatch          |
| 161896 -              | 2007 DE34                | 17 febbraio 2007 | Spacewatch          |
| 161897 -              | 2007 DQ41                | 21 febbraio 2007 | Mount Lemmon Survey |
| 161898 -              | 2007 DS44                | 17 febbraio 2007 | NEAT                |
| 161899 -              | 2007 DZ44                | 19 febbraio 2007 | Mount Lemmon Survey |
| 161900 -              | 2007 DF47                | 21 febbraio 2007 | Mount Lemmon Survey |

## 161901-162000
| Nome           | Designazione provvisoria | Data di scoperta  | Scopritore                                                |
| -------------- | ------------------------ | ----------------- | --------------------------------------------------------- |
| 161901 -       | 2007 DD51                | 17 febbraio 2007  | LINEAR                                                    |
| 161902 -       | 2007 DG52                | 17 febbraio 2007  | Mount Lemmon Survey                                       |
| 161903 -       | 2007 DK54                | 21 febbraio 2007  | Spacewatch                                                |
| 161904 -       | 2007 DU54                | 21 febbraio 2007  | Spacewatch                                                |
| 161905 -       | 2007 DN59                | 22 febbraio 2007  | Spacewatch                                                |
| 161906 -       | 2007 DW59                | 22 febbraio 2007  | LONEOS                                                    |
| 161907 -       | 2007 DL60                | 21 febbraio 2007  | LINEAR                                                    |
| 161908 -       | 2007 DD79                | 23 febbraio 2007  | Spacewatch                                                |
| 161909 -       | 2007 DO82                | 23 febbraio 2007  | CSS                                                       |
| 161910 -       | 2007 DE86                | 21 febbraio 2007  | Spacewatch                                                |
| 161911 -       | 2007 DV91                | 23 febbraio 2007  | Mount Lemmon Survey                                       |
| 161912 -       | 2007 DY97                | 23 febbraio 2007  | Spacewatch                                                |
| 161913 Hunyadi | 2007 EA                  | 5 marzo 2007      | Sárneczky, K.                                             |
| 161914 -       | 2007 EE9                 | 9 marzo 2007      | Mount Lemmon Survey                                       |
| 161915 -       | 2007 EY24                | 10 marzo 2007     | Mount Lemmon Survey                                       |
| 161916 -       | 2007 EO34                | 10 marzo 2007     | NEAT                                                      |
| 161917 -       | 2007 EK36                | 11 marzo 2007     | CSS                                                       |
| 161918 -       | 2007 EY37                | 11 marzo 2007     | Mount Lemmon Survey                                       |
| 161919 -       | 2007 EH48                | 9 marzo 2007      | Spacewatch                                                |
| 161920 -       | 2007 EP51                | 10 marzo 2007     | Mount Lemmon Survey                                       |
| 161921 -       | 2007 EX56                | 14 marzo 2007     | Lowe, A.                                                  |
| 161922 -       | 2007 EA57                | 14 marzo 2007     | Lowe, A.                                                  |
| 161923 -       | 2007 EP86                | 13 marzo 2007     | Mount Lemmon Survey                                       |
| 161924 -       | 2007 EZ86                | 13 marzo 2007     | CSS                                                       |
| 161925 -       | 2007 EM101               | 11 marzo 2007     | Spacewatch                                                |
| 161926 -       | 2007 EX108               | 11 marzo 2007     | Spacewatch                                                |
| 161927 -       | 2007 EU119               | 13 marzo 2007     | Mount Lemmon Survey                                       |
| 161928 -       | 2007 EB133               | 9 marzo 2007      | Mount Lemmon Survey                                       |
| 161929 -       | 2007 ET133               | 9 marzo 2007      | Mount Lemmon Survey                                       |
| 161930 -       | 2007 EG161               | 14 marzo 2007     | Siding Spring Survey                                      |
| 161931 -       | 2007 EK171               | 11 marzo 2007     | CSS                                                       |
| 161932 -       | 2007 EU172               | 14 marzo 2007     | Spacewatch                                                |
| 161933 -       | 2007 EB181               | 14 marzo 2007     | Spacewatch                                                |
| 161934 -       | 2007 EJ185               | 14 marzo 2007     | Mount Lemmon Survey                                       |
| 161935 -       | 2007 EN199               | 10 marzo 2007     | Mount Lemmon Survey                                       |
| 161936 -       | 2007 FX23                | 20 marzo 2007     | Spacewatch                                                |
| 161937 -       | 2007 FC34                | 25 marzo 2007     | Mount Lemmon Survey                                       |
| 161938 -       | 2007 FB37                | 26 marzo 2007     | Spacewatch                                                |
| 161939 -       | 2007 FT38                | 25 marzo 2007     | CSS                                                       |
| 161940 -       | 2007 FU38                | 26 marzo 2007     | Mount Lemmon Survey                                       |
| 161941 -       | 2007 FT43                | 18 marzo 2007     | Spacewatch                                                |
| 161942 -       | 2007 GS1                 | 10 aprile 2007    | Lowe, A.                                                  |
| 161943 -       | 2007 GF18                | 11 aprile 2007    | CSS                                                       |
| 161944 -       | 2007 GM20                | 11 aprile 2007    | Mount Lemmon Survey                                       |
| 161945 -       | 2007 GP21                | 11 aprile 2007    | Mount Lemmon Survey                                       |
| 161946 -       | 2007 GX23                | 11 aprile 2007    | Spacewatch                                                |
| 161947 -       | 2007 GD25                | 12 aprile 2007    | Siding Spring Survey                                      |
| 161948 -       | 2007 GU29                | 13 aprile 2007    | Siding Spring Survey                                      |
| 161949 -       | 2007 GF30                | 14 aprile 2007    | Spacewatch                                                |
| 161950 -       | 2007 GJ41                | 14 aprile 2007    | Spacewatch                                                |
| 161951 -       | 2007 GX47                | 14 aprile 2007    | Spacewatch                                                |
| 161952 -       | 2007 GA60                | 15 aprile 2007    | Spacewatch                                                |
| 161953 -       | 2007 HD17                | 16 aprile 2007    | CSS                                                       |
| 161954 -       | 2007 HB18                | 16 aprile 2007    | CSS                                                       |
| 161955 -       | 2007 HZ26                | 18 aprile 2007    | Spacewatch                                                |
| 161956 -       | 2007 HG39                | 20 aprile 2007    | Spacewatch                                                |
| 161957 -       | 2007 HR41                | 20 aprile 2007    | Mount Lemmon Survey                                       |
| 161958 -       | 2007 HV46                | 20 aprile 2007    | Spacewatch                                                |
| 161959 -       | 2007 HH48                | 20 aprile 2007    | Spacewatch                                                |
| 161960 -       | 2007 HA64                | 22 aprile 2007    | Mount Lemmon Survey                                       |
| 161961 -       | 2007 HO65                | 22 aprile 2007    | CSS                                                       |
| 161962 Galchyn | 2007 HE84                | 27 aprile 2007    | Andrushivka                                               |
| 161963 -       | 2007 HU85                | 24 aprile 2007    | Spacewatch                                                |
| 161964 -       | 2007 HV85                | 24 aprile 2007    | Spacewatch                                                |
| 161965 -       | 2007 HX87                | 26 aprile 2007    | Spacewatch                                                |
| 161966 -       | 2007 JP3                 | 6 maggio 2007     | Spacewatch                                                |
| 161967 -       | 2007 JE28                | 10 maggio 2007    | Spacewatch                                                |
| 161968 -       | 2007 JQ32                | 12 maggio 2007    | Spacewatch                                                |
| 161969 -       | 2007 JS32                | 12 maggio 2007    | Spacewatch                                                |
| 161970 -       | 2007 JW34                | 10 maggio 2007    | Spacewatch                                                |
| 161971 -       | 2007 JN38                | 12 maggio 2007    | Mount Lemmon Survey                                       |
| 161972 -       | 2007 JJ40                | 10 maggio 2007    | Mount Lemmon Survey                                       |
| 161973 -       | 2007 KJ5                 | 24 maggio 2007    | Mount Lemmon Survey                                       |
| 161974 -       | 2007 KP7                 | 16 maggio 2007    | Siding Spring Survey                                      |
| 161975 Kincsem | 2007 LO                  | 8 giugno 2007     | Sárneczky, K.                                             |
| 161976 -       | 2007 LY1                 | 7 giugno 2007     | Spacewatch                                                |
| 161977 -       | 2007 LE3                 | 8 giugno 2007     | CSS                                                       |
| 161978 -       | 2007 LU16                | 10 giugno 2007    | Spacewatch                                                |
| 161979 -       | 2007 MU24                | 23 giugno 2007    | Spacewatch                                                |
| 161980 -       | 2007 OR3                 | 18 luglio 2007    | Chante-Perdrix                                            |
| 161981 -       | 4745 P-L                 | 24 settembre 1960 | van Houten, C. J., van Houten-Groeneveld, I., Gehrels, T. |
| 161982 -       | 6159 P-L                 | 24 settembre 1960 | van Houten, C. J., van Houten-Groeneveld, I., Gehrels, T. |
| 161983 -       | 6236 P-L                 | 24 settembre 1960 | van Houten, C. J., van Houten-Groeneveld, I., Gehrels, T. |
| 161984 -       | 6515 P-L                 | 24 settembre 1960 | van Houten, C. J., van Houten-Groeneveld, I., Gehrels, T. |
| 161985 -       | 1253 T-2                 | 29 settembre 1973 | van Houten, C. J., van Houten-Groeneveld, I., Gehrels, T. |
| 161986 -       | 3418 T-2                 | 30 settembre 1973 | van Houten, C. J., van Houten-Groeneveld, I., Gehrels, T. |
| 161987 -       | 2026 T-3                 | 16 ottobre 1977   | van Houten, C. J., van Houten-Groeneveld, I., Gehrels, T. |
| 161988 -       | 4069 T-3                 | 16 ottobre 1977   | van Houten, C. J., van Houten-Groeneveld, I., Gehrels, T. |
| 161989 Cacus   | 1978 CA                  | 8 febbraio 1978   | Schuster, H.-E.                                           |
| 161990 -       | 1981 EY29                | 2 marzo 1981      | Bus, S. J.                                                |
| 161991 -       | 1981 EU36                | 7 marzo 1981      | Bus, S. J.                                                |
| 161992 -       | 1981 EK38                | 1 marzo 1981      | Bus, S. J.                                                |
| 161993 -       | 1981 EG45                | 1 marzo 1981      | Bus, S. J.                                                |
| 161994 -       | 1981 EK48                | 7 marzo 1981      | Bus, S. J.                                                |
| 161995 -       | 1983 LB                  | 13 giugno 1983    | Swanson, S. R., Helin, E. F.                              |
| 161996 -       | 1985 RH3                 | 6 settembre 1985  | Debehogne, H.                                             |
| 161997 -       | 1987 AN                  | 1 gennaio 1987    | Norgaard-Nielsen, H. U.                                   |
| 161998 -       | 1988 PA                  | 9 agosto 1988     | Alu, J.                                                   |
| 161999 -       | 1989 RC                  | 5 settembre 1989  | Alu, J., Helin, E. F.                                     |
| 162000 -       | 1990 OS                  | 21 luglio 1990    | Helin, E. F.                                              |